# حزب البعث العربي الاشتراكي القومي - قطر اليمن
حزب البعث العربي الاشتراكي القومي - قطر اليمن هو حزب سياسي في اليمن. يذكر أن الحزب هو المنظمة الإقليمية اليمنية لحزب البعث بقيادة العراق. سكرتير الحزب في اليمن هو الدكتور قاسم سلام سعيد. يشغل عبد الواحد هواش منصب نائب الوزير. ينشر الحزب صحيفة الإحياء العربي.
البعثية في اليمن تعود إلى الخمسينيات. كان الحزب قد قام بنشاط سياسي سري حتى عام 1990. حصل على تسجيل رسمي باسم حزب البعث العربي الاشتراكي الوطني في 10 فبراير 1997. سعى الحزب في البداية إلى تسجيل نفسه على أنه «حزب البعث العربي الاشتراكي» في عام 1995 ولكن هذا الاسم منحته السلطات إلى الفرع الإقليمي اليمني لحزب البعث بقيادة سوريا.
طعن الحزب في الانتخابات البرلمانية اليمنية 1993 في تحالف مع حزب البعث المؤيد لسوريا وحصل على سبعة مقاعد. بعد الانتخابات توترت العلاقات بين المجموعتين البعثيتين واستمرت في الخوض في مزيد من الانتخابات بشكل منفصل. طعن الحزب في الانتخابات البرلمانية اليمنية 1997 لكنه فشل في الفوز بأي مقاعد. دعا الحزب إلى مقاطعة الانتخابات الرئاسية اليمنية 1999. في الانتخابات البرلمانية اليمنية 2003 حصل الحزب على 23,745 صوتا (0.4٪ من الأصوات الوطنية) وفشل مرة أخرى في الدخول إلى البرلمان. حصل الحزب على مقعدين في مجالس المقاطعات في انتخابات المجالس المحلية لعام 2006. في فبراير 2000 قاضت سائد رئيس الفرع من قبل وزارة الإعلام بسبب مقالة تنتقد المملكة العربية السعودية.
من الناحية السياسية يتناغم الحزب مع حزب المؤتمر الشعبي العام الحاكم. خلال الربيع العربي تسبب هذا الموقف في الانقسام الداخلي في الحزب. في مارس 2011 كانت هناك تقارير تفيد بأن فرع الحديدة في الحزب قد وقف مع الانتفاضة بعد هجمات عنيفة على المتظاهرين في تلك المدينة.